# شون هوك
شون هوك (بالإنجليزية: Shawn Hawk)‏ مواليد 17 مايو 1984 في سايوكس فالز، داكوتا الجنوبية، الولايات المتحدة، هو ملاكم محترف أمريكي.

## المسيرة الاحترافية
من نزالاته:
- خسر أمام إليدر ألفاريز (2012/06/08).
- خسر أمام مات غودفري (2009/07/10).

## إحصائيات
خاض خلال مسيرته 27 نزالا، فاز في 23 وتعادل في 1 وخسر في 3. فاز بالضربة القاضية في 17 نزالا.

## روابط خارجية
- شون هوك على موقع بوكس ريك (الإنجليزية) (registration required)